# Flamencokleid

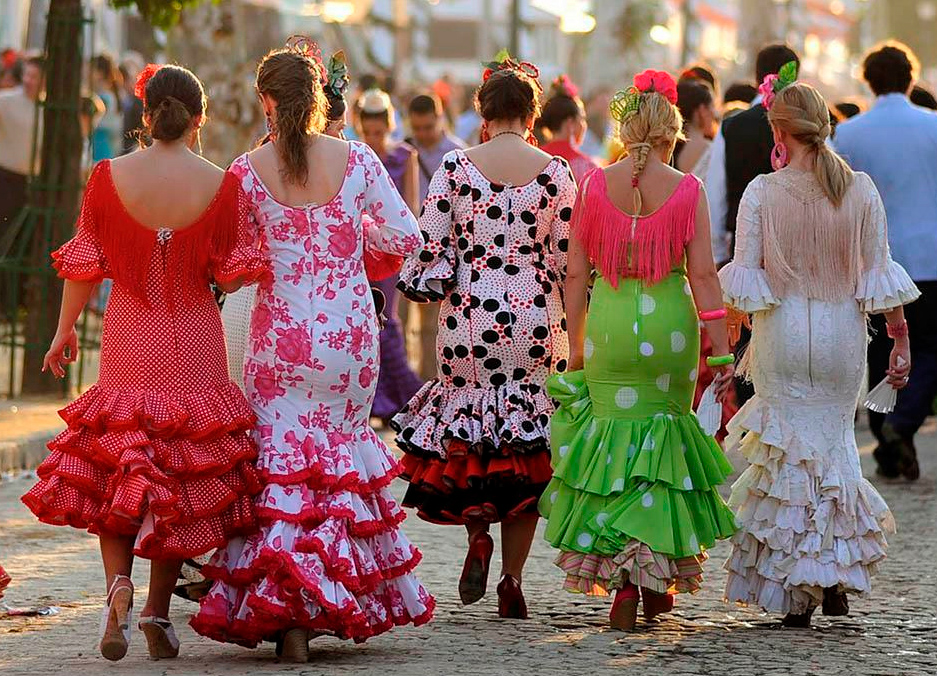
Gruppe festlich gekleideter Frauen in Flamencokleidern

Das Flamencokleid (spanisch traje de flamenca) der Flamencotänzerinnen ist ein enges langes Kleid, das bei ihren Auftritten getragen wird, aber auch allgemein zu festlichen Anlässen in Andalusien. Es steht symbolhaft für andalusische Kultur und Mode.

## Charakteristische Merkmale

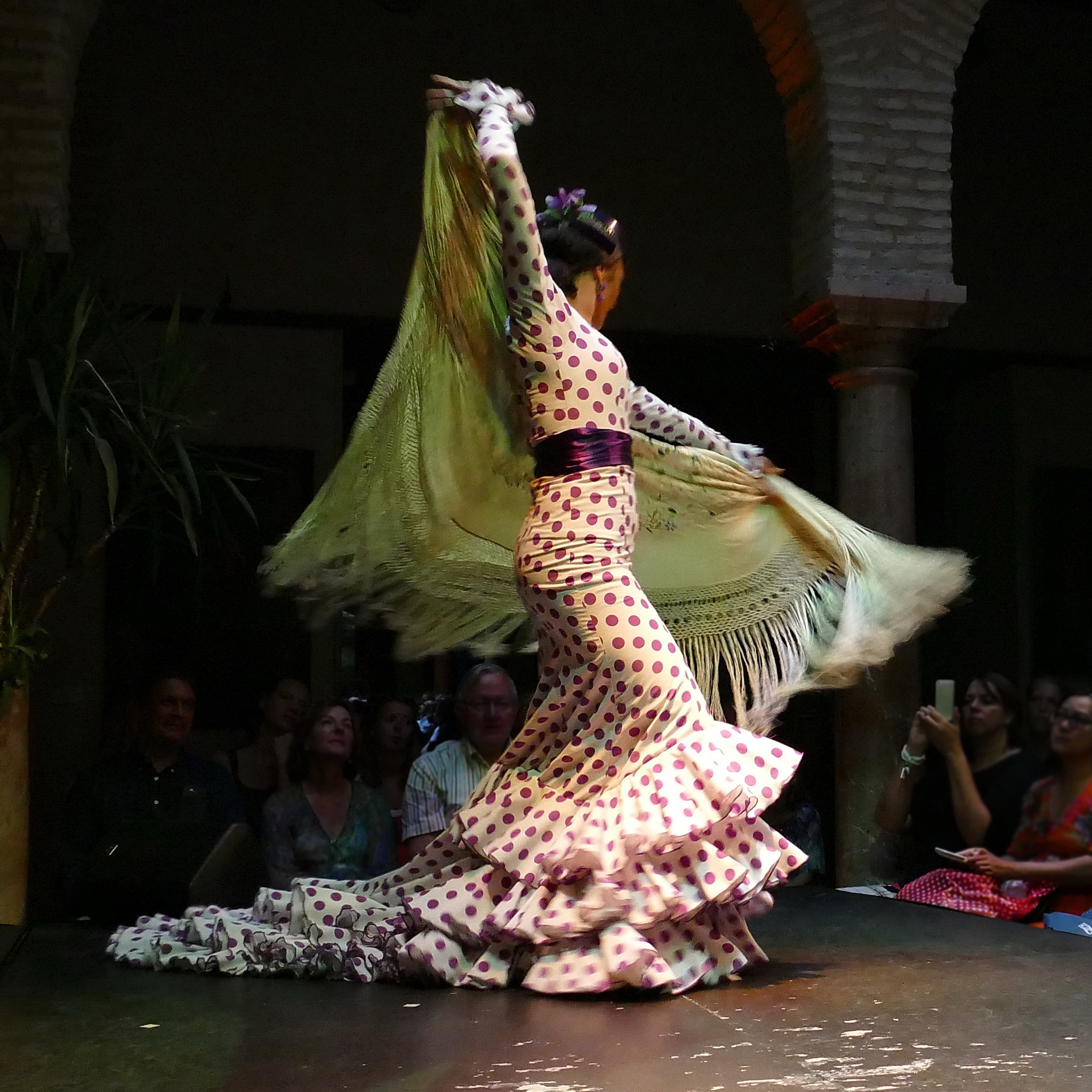
Flamencotänzerin in Bata de cola und mit Mantón de Manila

Das gebräuchlichste Modell reicht bis zum Knöchel und ist eng auf Taille geschnitten. Es wird in leuchtenden Farben sowohl einfarbig als farbig bedruckt hergestellt. Ein häufig vorkommendes Muster besteht aus Punkten in kräftigem Farbkontrast zum Untergrund. Auch Blumenmuster sind gängig.
Die verwendeten Stoffe sind leicht. Am häufigsten verwendet werden Baumwollgewebe wie Perkal und Baumwoll-Popeline, Batist und Gaze. Häufig ist das Kleid mit mehreren Volants verziert, die sowohl auf dem Rock als auch auf den Ärmeln platziert sein können. Die früher üblichen voluminösen Kleidröcke mit gestärkten Volants sind aus der Mode gekommen.
Speziell zum Tanz wird häufig eine Ausführung mit Schleppe getragen, die sogenannte Bata de cola (spanisch: Schleppenkleid).
Andererseits sind bei den Tanzkostümen die Schnitte in der Regel nicht ganz so knapp, damit die Beweglichkeit nicht beeinträchtigt wird. Die Volants an den Ärmeln sind kleiner, um den Blick auf das Gesicht der Tänzerin nicht zu stören. Die Verzierungen sind zurückhaltender und die Stoffe sind flexibel und besonders leicht.
Die Herstellung eines Flamencokleides ist aufgrund der vielen Verzierungen aufwändig. Bis in die 1970er Jahre geschah dies ausschließlich in Handarbeit in kleineren Konfektionsbetrieben. Die Arbeit erfordert hohes handwerkliches Geschick. Seit den 1970er Jahren fertigen auch Industrieunternehmen Stangenware zu niedrigeren Preisen.

## Ergänzende Kleidung und Schmuck

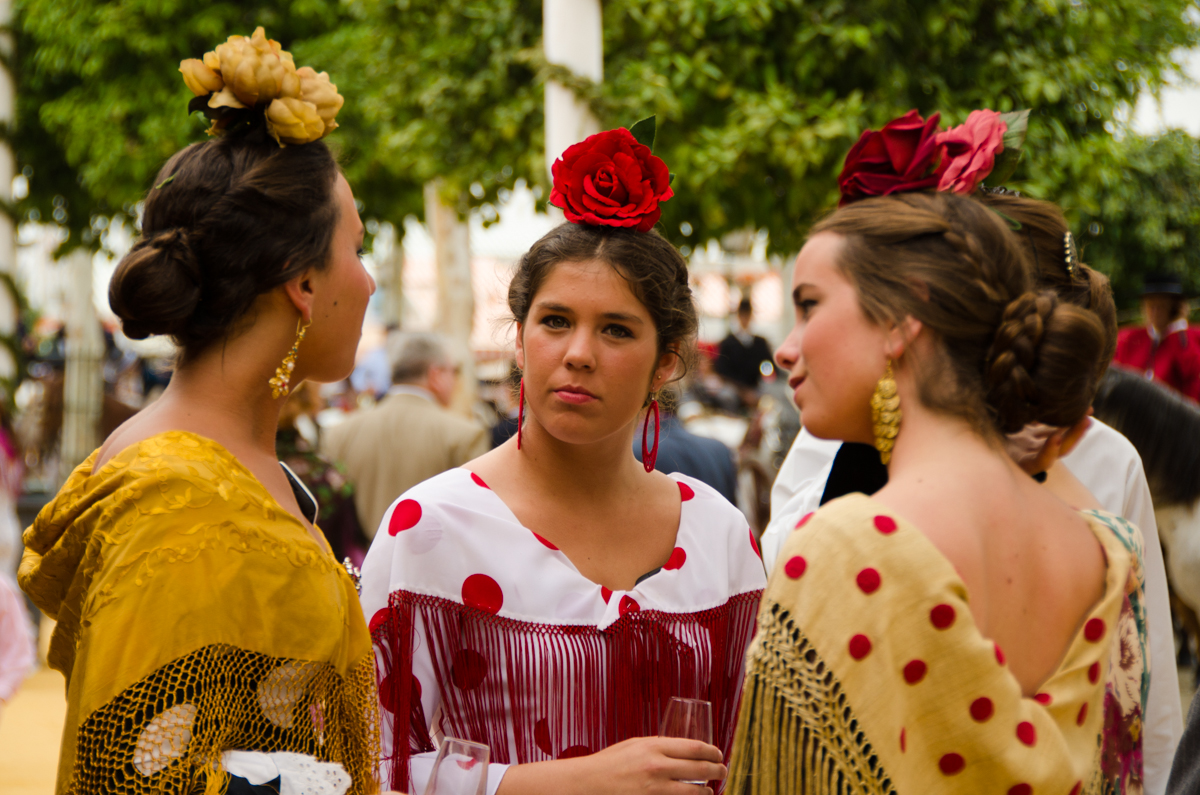
Gruppe von Flamencas mit Schals, Blumen- und Ohrschmuck

Die Trägerin ergänzt ihre Kleidung häufig mit einem Schal oder Umhang mit Fransen, typischerweise mit dem Mantón de Manila. Eine Vereinfachung sind Fransen, die direkt am Ausschnitt des Kleides angenäht sind. Die Frisur wird mit einer oder mehreren Blumen geschmückt, wobei die Haare meist zum Dutt gebunden oder geflochten werden. Auch Schmuckkämme und Haarspangen sind üblich. Die freiliegenden Ohren werden mit großen Ohrringen geschmückt. Armbänder und Halsketten aus Korallen, Perlen oder großen Kunstperlen in bunten Farben ergänzen den Schmuck.
Dazu werden Schuhe mit halbhohem oder hohem Absatz getragen. Speziell beim Flamenco-Tanz sind geschlossene Schuhe oder Stiefeletten mit halbhohem Blockabsatz das Schuhwerk der Wahl, um die rasanten Fußtechniken, die Zapateados, zu meistern.
Der männliche Partner trägt zu einer dunklen Stoffhose den Traje corto, eine knapp geschnittene Weste.

## Geschichte

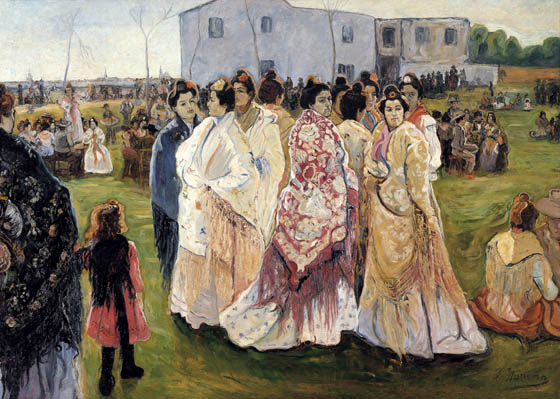
Francisco Iturrino: Fiesta en el campo, 1902

Die Ursprünge des Flamencokleids sind nicht sicher ermittelt. Grafiken vom Beginn des 19. Jahrhunderts stellen regionale ländliche Volkstracht dar: Seidenrock und Spitzenvolants, enge Taille, Schal und Blumenschmuck in diesen Darstellungen zeigen bereits Ähnlichkeit zu entsprechenden Elementen der heutigen Flamenco-Tracht. In der zweiten Hälfte des 19. Jahrhunderts wurde dieses sogenannte Maja-Kleid von den Gitanas übernommen. Es handelte sich um einfache Perkalkleider, die mit Volants geschmückt waren. Um die Jahrhundertwende 1900 kopierten die reicheren Klassen diese Kleider, die sie an den Verkäuferinnen auf den Märkten gesehen hatten. Zum taillierten Volantkleid wurden Kopfschmuck und ein Umhang oder ein Schal getragen. Ab 1920 gewannen modische Entwicklungen an Dynamik.
1929 wurde diese Tracht zur angesagten Kleidung für den Jahrmarkt von Sevilla. Alljährlich im April wird sie seitdem zu dieser Feria getragen.
In den 1960er Jahren, unter dem Einfluss des Minirocks, wurden die Kleider teilweise bis zum Knie gekürzt. Beeinflusst durch die Popkultur kamen Polyester- oder Nylongewebe mit psychedelischen Drucken in Mode. Die Spitzen und Bänder der Volants verschwanden. Ab den 1970er Jahren wurde wieder zur traditionellen Länge bis zu den Fußknöcheln zurückgekehrt. Ein Teil der Jugend lehnte in jenen Jahren diese Tracht ab. Am Ende dieses Jahrzehnts wurde sie jedoch in ganz Andalusien wieder populär.
In den 1980er Jahren wurde auf Formen der 1940er Jahre zurückgegriffen. Die Kleider wurden voluminöser. Sie wurden wieder gestärkt und mit Spitze und Satinbändern versehen. Die Ärmel wurden gekürzt und mit Rüschen verziert. In den 1990er Jahren wurden die Kleider wieder leichter, duftiger und sinnlicher. Sie wurden weniger üppig verziert. Die Taille und die Volants wurden tiefer angesetzt. Ärmellose Modelle und solche mit schulterfreiem Empire-Ausschnitt kamen in Mode.
Die Modeschöpfer Victorio & Lucchino und Yves Saint Laurent schufen 2005 eigene Flamenco-Kollektionen. Auch John Galliano, Valentino und Tom Ford ließen sich für ihre Kollektionen vom Flamencokleid inspirieren.
Seit 1995 findet alljährlich der Salón Internacional de la Moda Flamenca (SIMOF) im Palacio de Congresos y Exposiciones in Sevilla statt. Zu Beginn des Jahres stellen etablierte Modedesigner und junge Talente ihre neuen Modelle und deren Accessoires vor. Beim Salón von 2018 stellten mehr als 50 Modeschöpfer insgesamt 1.500 Modelle vor.
Laut einer Umfrage des Stadtrats von Sevilla im Jahr 2001 gab es in 58 % der Haushalte eine oder mehrere Nutzerinnen von Flamencokleidung.